# Arcisate
Arcisate est une commune italienne de la province de Varèse, dans la région Lombardie.

## Toponyme
Provient du nom de personne Arcis(i)us ou Arcidius (de Arcetius) avec le suffixe -ate.

## Administration
| Période                                  | Période           | Identité              | Étiquette                           | Qualité      |
| ---------------------------------------- | ----------------- | --------------------- | ----------------------------------- | ------------ |
| 8 mars 1923                              | 22 juillet 1924   | Mario Vittorio Moroni |                                     |              |
| 22 juillet 1924                          | 24 novembre 1924  | Stanislao Caboni      |                                     |              |
| 24 novembre 1924                         | 9 août 1925       | Ampellio Caverzasi    |                                     |              |
| 9 août 1925                              | 10 juillet 1926   | Ambrogio Parnigoni    |                                     |              |
| 10 juillet 1926                          | 8 octobre 1928    | Ambrogio Parnigoni    |                                     |              |
| 8 octobre 1928                           | 6 février 1929    | G.B. Carlo Angius     |                                     |              |
| 6 février 1929                           | 14 mars 1931      | Vittorio Ossola       |                                     |              |
| 14 mars 1931                             | 30 janvier 1941   | Ambrogio Parnigoni    |                                     |              |
| 30 janvier 1941                          | 10 juin 1941      | Giulio Marconi        |                                     |              |
| 10 juin 1941                             | 24 décembre 1941  | Amilcare Caro         |                                     |              |
| 24 décembre 1941                         | 16 juin 1944      | Amilcare Caro         |                                     |              |
| 16 juin 1944                             | 28 avril 1945     | Arturo Borri          |                                     |              |
| 28 avril 1945                            | 17 juin 1951      | Giacomo Croci         |                                     |              |
| 17 juin 1951                             | 25 juillet 1975   | Silvio Riva Crugnola  | Démocratie chrétienne               |              |
| 25 juillet 1975                          | 18 septembre 1980 | Giuseppe Luglio       | Parti socialiste italien            |              |
| 18 septembre 1980                        | 2 juillet 1990    | Giancarlo Gariboldi   | Parti socialiste italien            |              |
| 2 juillet 1990                           | 24 avril 1995     | Giuseppe Ossola       |                                     |              |
| 24 avril 1995                            | 13 juin 1999      | Paolo Rizzolo         |                                     |              |
| 13 juin 1999                             | 13 juin 2004      | Giancarlo Gariboldi   | Liste civique                       |              |
| 13 juin 2004                             | 8 juin 2009       | Giancarlo Gariboldi   | Liste civique                       |              |
| 8 juin 2009                              | En cours          | Angelo Pierobon       | Le Peuple de la liberté - Lega Nord | entrepreneur |
| Les données manquantes sont à compléter. |                   |                       |                                     |              |

### Hameaux
Brenno Useria, Velmaio, Mirabello, Beltramella, Ronco, Sasso del Corno, Monte Minisfreddo, Monte Rho d'Arcis, Lagozza, Logaccio, Motta, Baranzelli, Cascina Marinoni, Torbiera Cassani, C. Fontaine, Palace, C. Or, Faruera, Roccolo, Poscalla.

### Communes limitrophes
| Valganna     | Cuasso al Monte | Bisuschio |
| Induno Olona | Arcisate        | Viggiù    |
| Varèse       | Cantello        |           |

## Galerie de photos

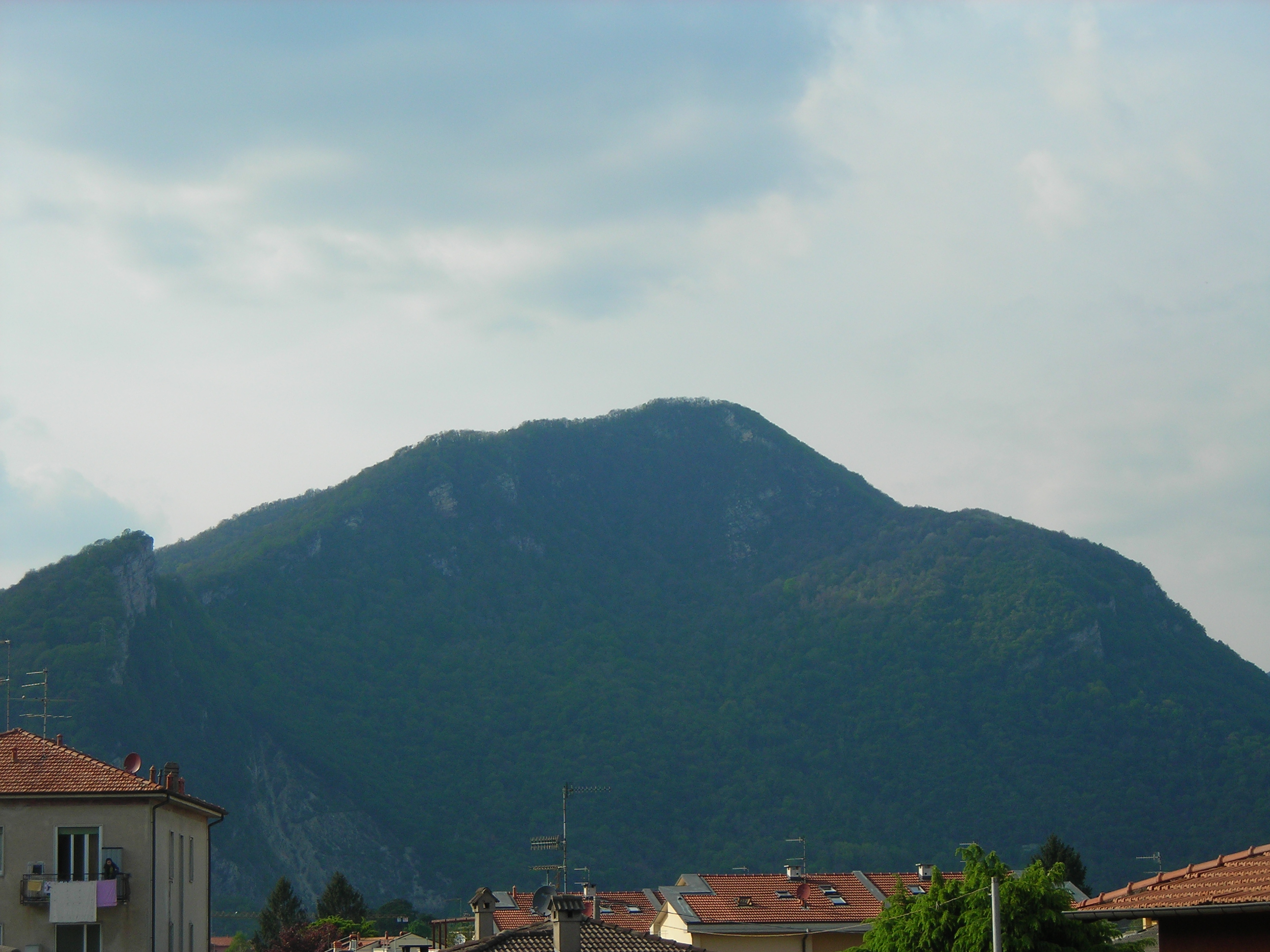
Le mont Rho vu de Arcisate.
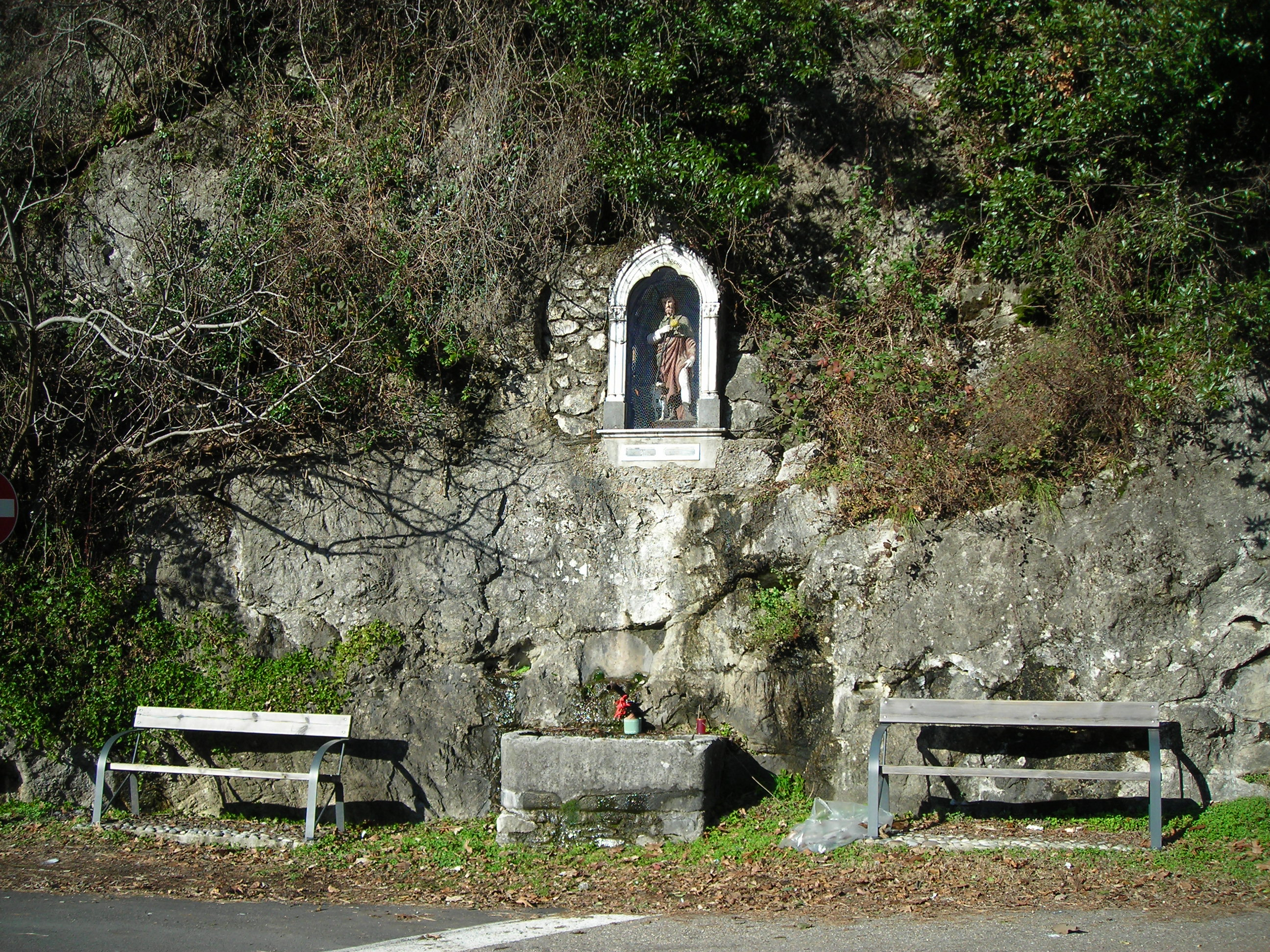
Brenno, source dédiée à saint Roch.